# Guesle
La Guesle est une rivière française coulant dans les départements des Yvelines et d'Eure-et-Loir, longue de 17,2 kilomètres, qui se jette dans la Drouette à Épernon. La Drouette est elle-même affluent de l'Eure et sous-affluent de la Seine.

## Hydronymie
La Guesle s'appelait le Tahu ou le Tallu en 1053.

## Communes traversées
- Rambouillet, Poigny-la-Forêt, Hermeray, Raizeux, Épernon.

## Anecdotes
Ce n'est qu'au bout de quelques semaines qu'une paysanne, soi-disant descendante d'un certain Duc de Bayle destitué au XIIe siècle, venue laver son linge dans la Guesle, aperçut un homme déverser un petit sac de sel. Cet homme avoua les faits et sa maison fut incendiée
.